# Manuel Pezzi
Manuel Pezzi Cereto (Nerja, 7 de diciembre de 1947) es un político y profesor universitario español.

## Biografía
Manuel Pezzi es profesor titular de Geografía Física en la Universidad de Granada, especializado en morfología kárstica, ha publicado numerosos trabajos sobre el karst en las Cordilleras Subbéticas. Asimismo ha publicado un libro sobre la comarcalización de Andalucía y ha coordinado una gran edición de un Atlas Básico de Andalucía. Desde 1975 se afilió a la UGT siendo el Secretario General de la Federación de Trabajadores de la Enseñanza en Granada. 
Afiliado al PSOE, ha sido Secretario General del PSOE de Granada y Secretario de Organización del PSOE de Andalucía, siendo elegido diputado en las primeras elecciones al Parlamento de Andalucía de 1982, siendo en la primera legislatura portavoz del Grupo Parlamentario Socialista. Ha sido asimismo primer teniente de alcalde y concejal de Urbanismo y Obras Públicas en el Ayuntamiento de Granada (1991-1994), consejero de Medio Ambiente (1994-1996) y consejero de Educación y Ciencia (1996-2000) de la Junta de Andalucía, con el presidente Manuel Chaves. Coordinador de la estrategia de Gobierno, llamada  Segunda Modernización de Andalucía, entre 2000 y 2004. 
Elegido senador por la provincia de Granada (2004-2008), desempeñó la portavocía socialista de Educación y Deportes  y en las dos legislaturas siguientes, diputado en Cortes (2008-2011 y 2011-2015), siendo portavoz en la Comisión de Educación. A partir de 2015 se incorporó a su trabajo en la Universidad de Granada. En 2021 se convierte en presidente del PSOE andaluz